# Chon Wang
Chon Wang (alias The Shanghai Kid og John Wayne) er en fiktiv kinesisk kejserlig livgardist i Den Forbudte By. Senere bliver han udviklet til en westernhelt sammen med sin bedste ven Roy O'Bannon. Han optræder i filmene Shanghai Noon fra 2000 og Shanghai Knights fra 2003.
I filmene bliver han spillet af kampsportsstjernen Jackie Chan.